# Vâlcele, Hunedoara
Vâlcele este un sat în comuna Bretea Română din județul Hunedoara, Transilvania, România.

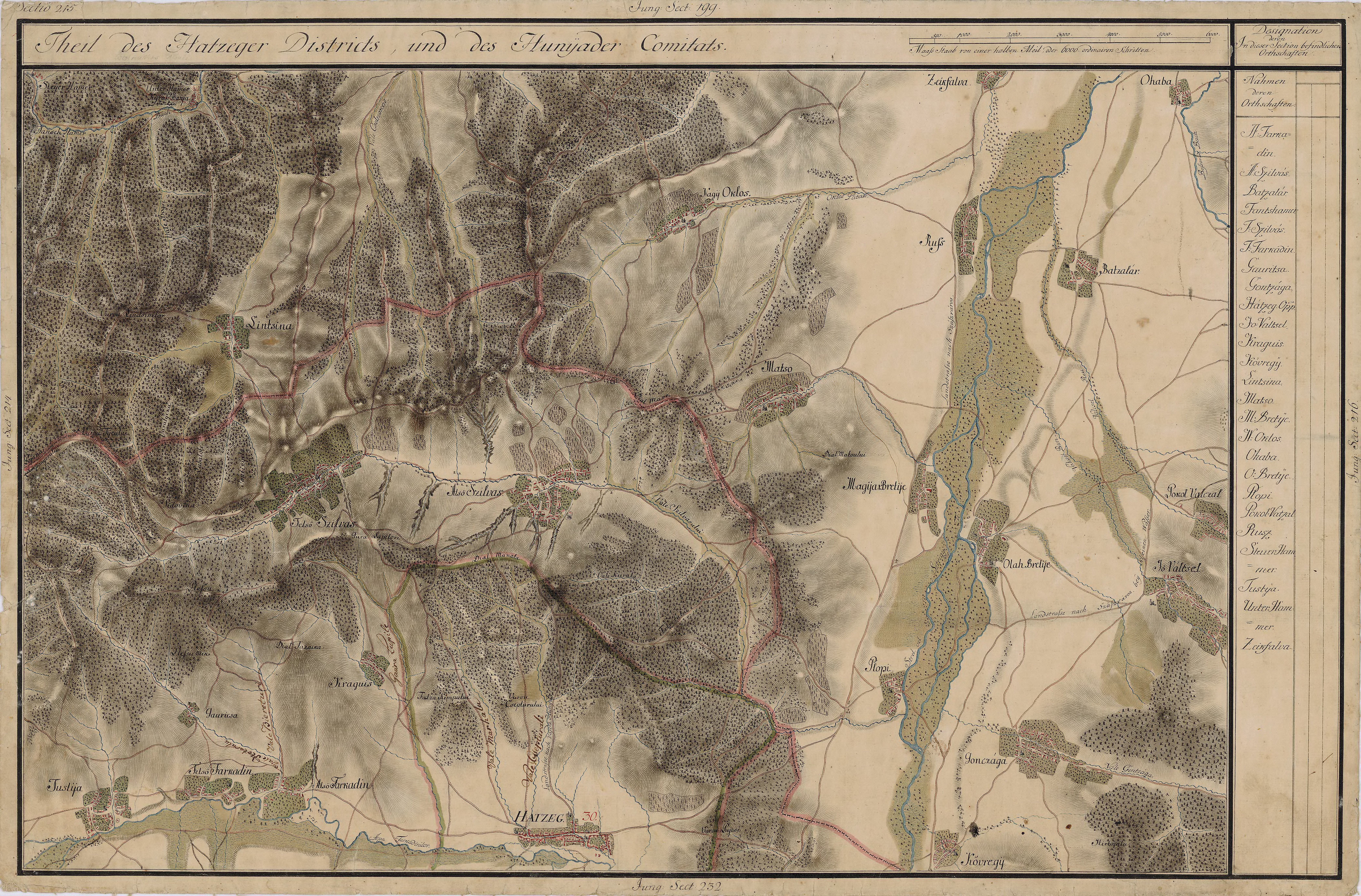
Vâlcele în Harta Iosefină a Transilvaniei, 1769-1773
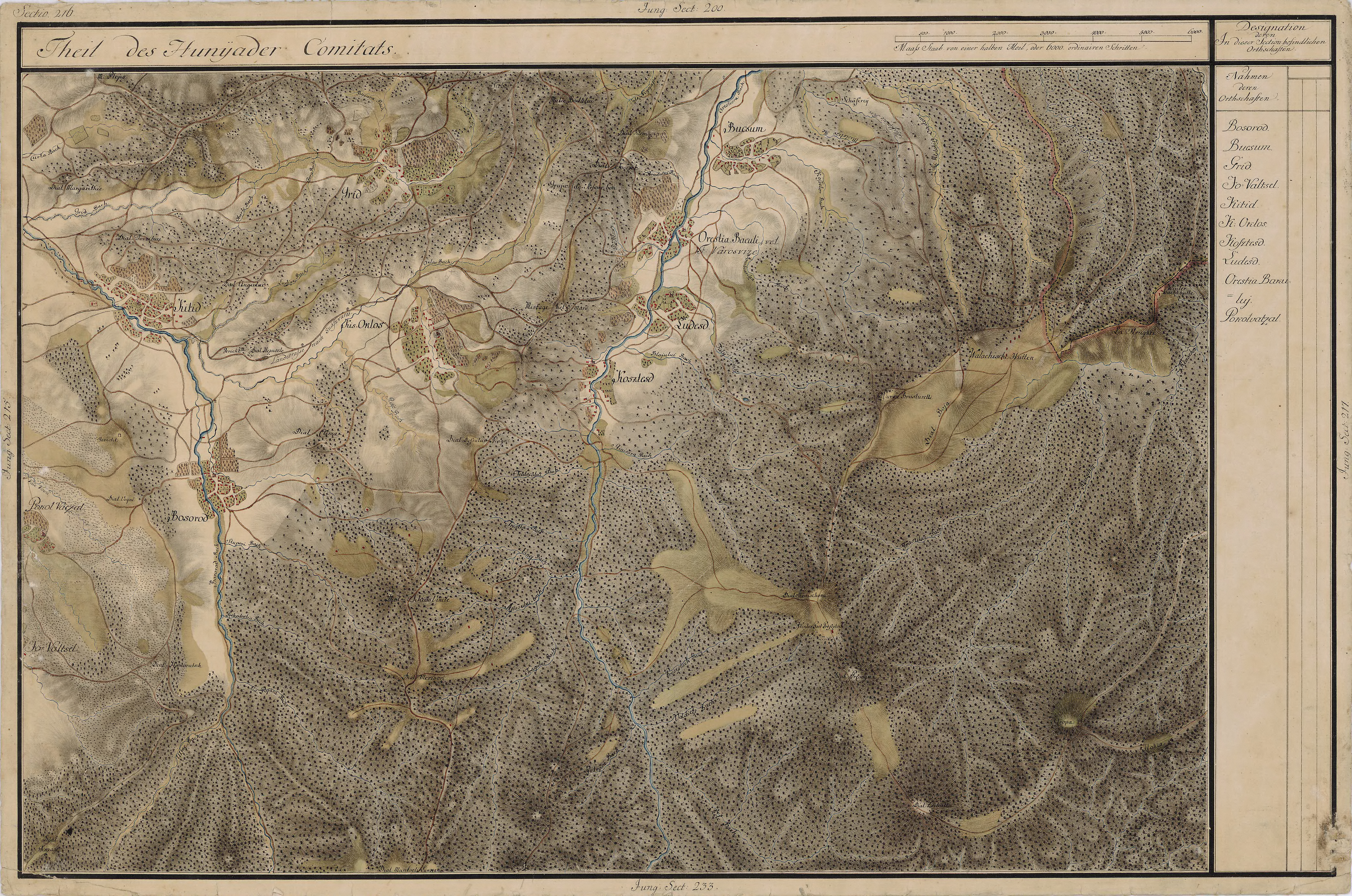
Vîlcele în Harta Iosefină a Transilvaniei, 1769-1773
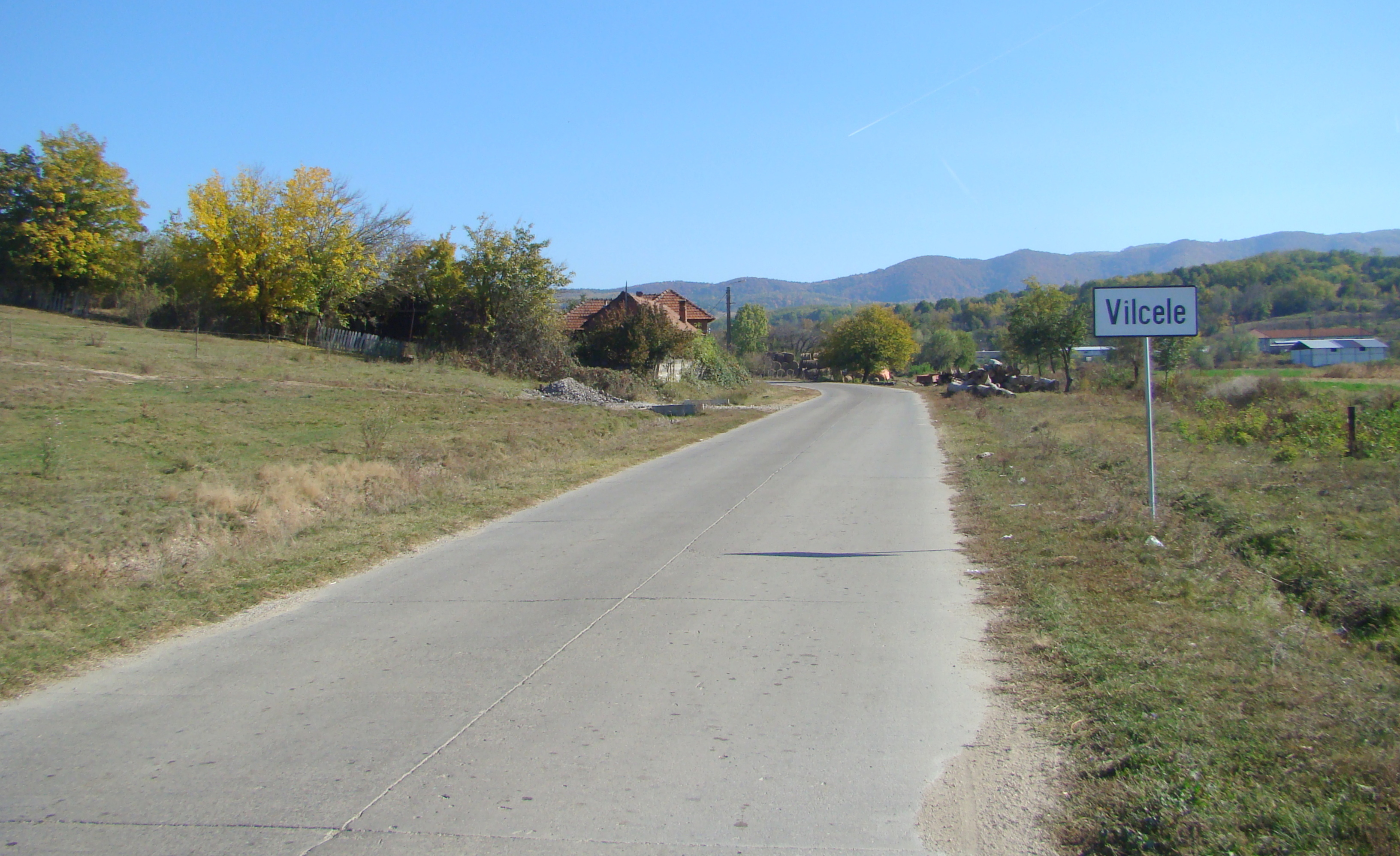
Intrarea în localitate
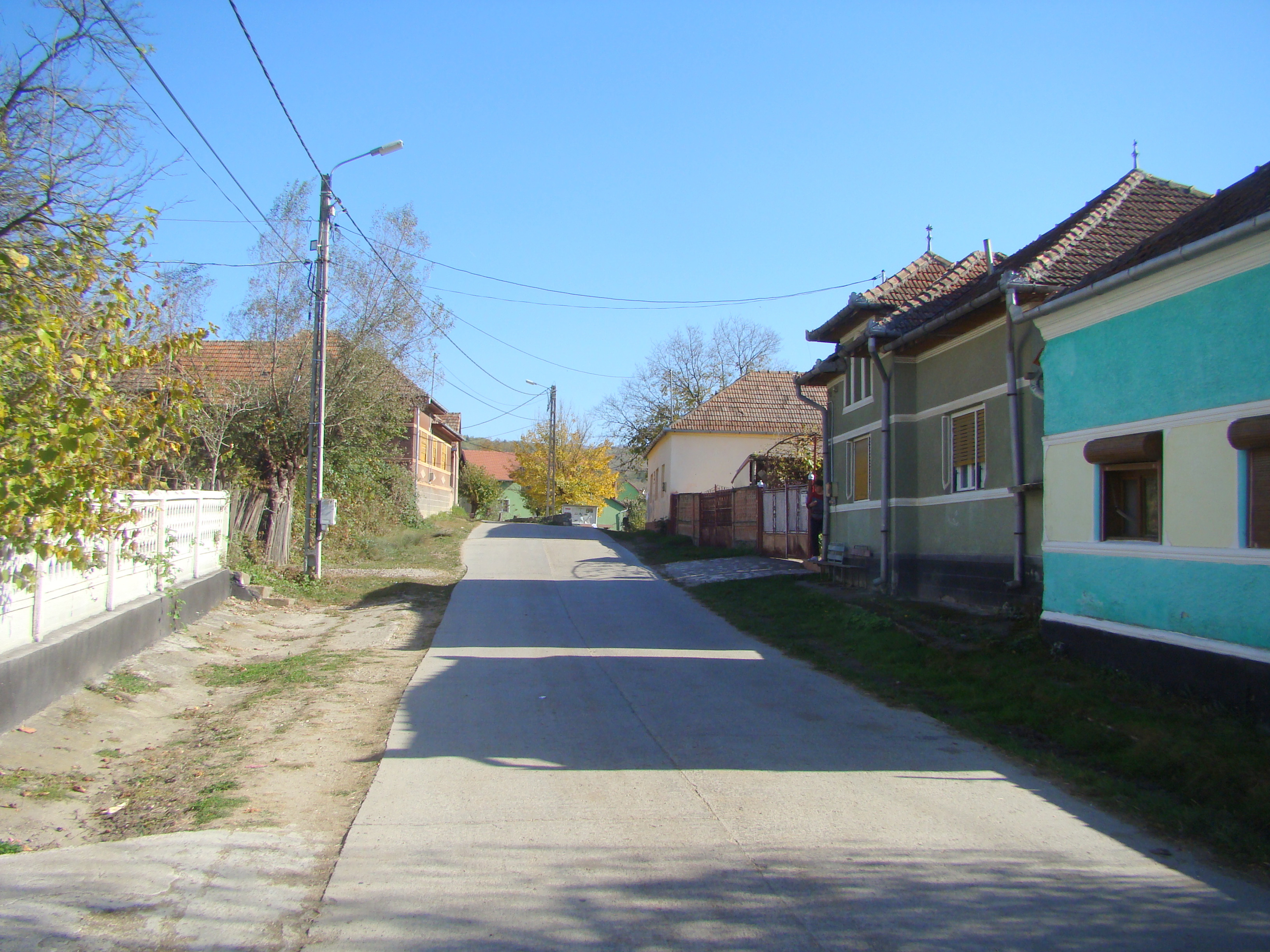
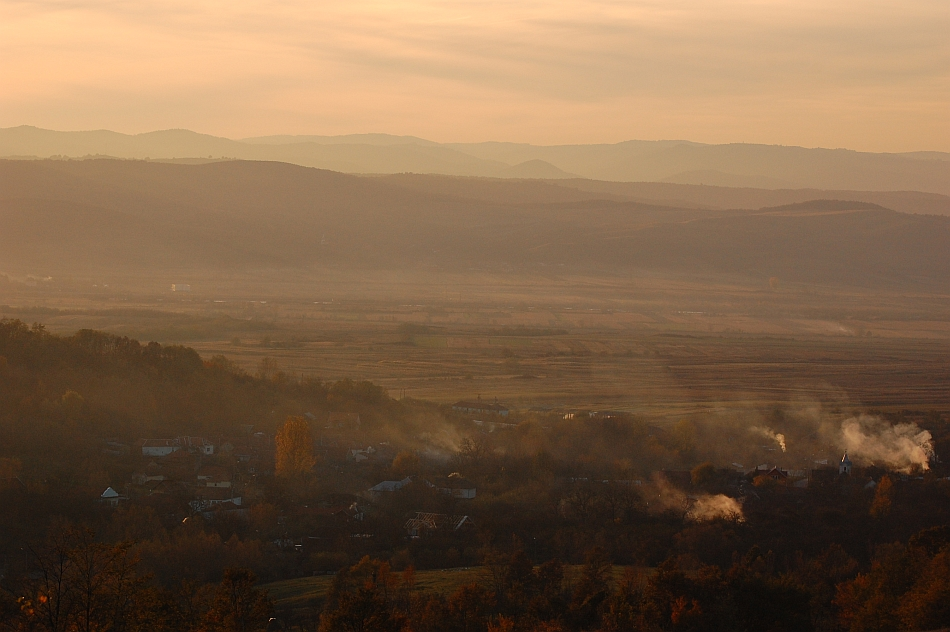
Vâlcele, vedere de pe dealuri
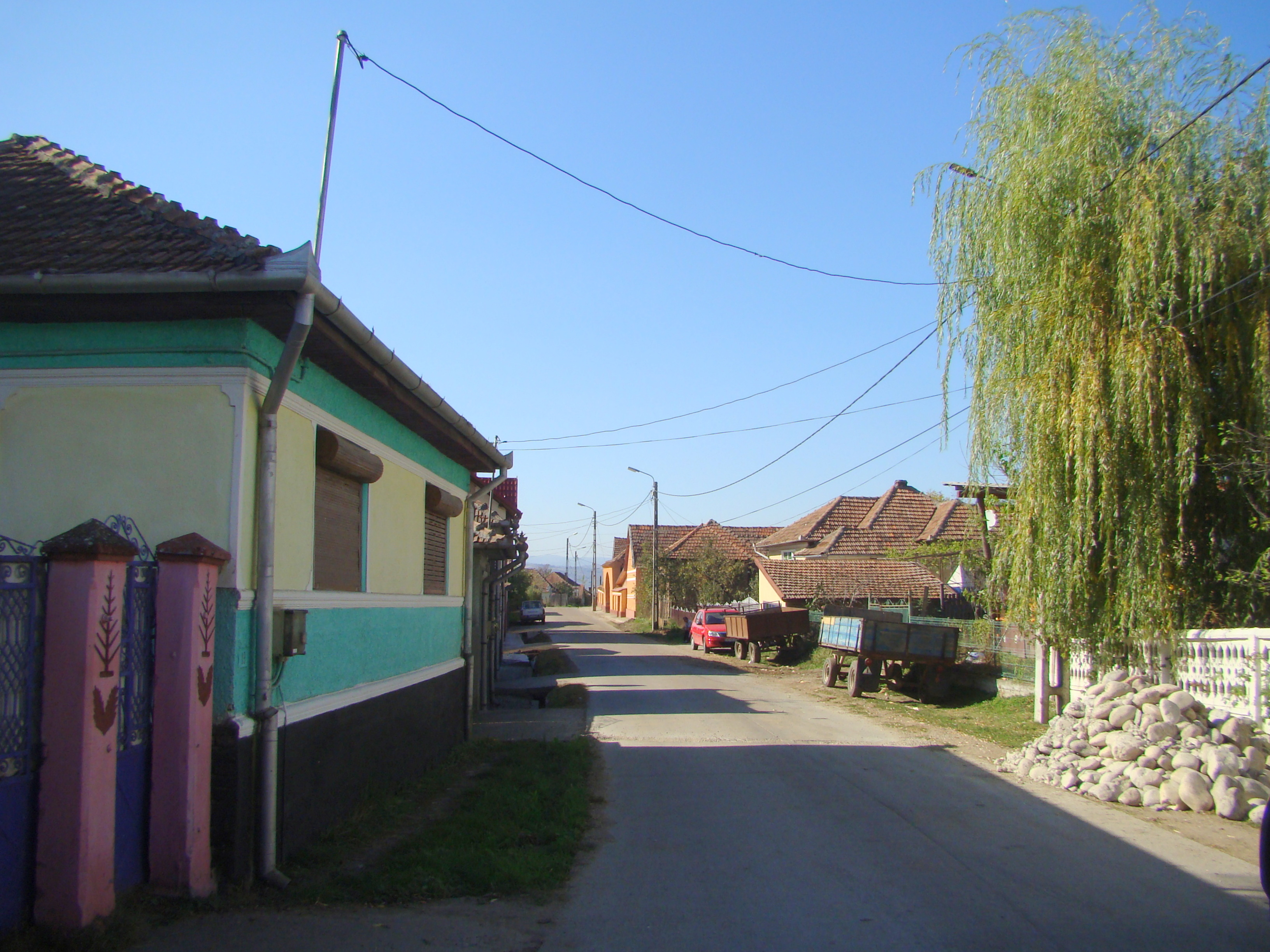